# کاکوی سفلی
کاکوی سفلی، روستایی از توابع بخش ئیلاق شهرستان قروه در استان کردستان ایران است.

## جمعیت
این روستا در دهستان ئیلاق جنوبی  قرار دارد و براساس سرشماری مرکز آمار ایران در سال ۱۳۸۵، جمعیت آن ۲۵۶ نفر (۶۲خانوار) بوده‌است.